# Polnische Badmintonmeisterschaft 2001
Die Polnische Badmintonmeisterschaft 200 fand vom 1. bis zum 3. Februar 2001 in Suwałki statt. Es war die 37. Austragung der Titelkämpfe. 

## Medaillengewinner
| Disziplin    | Gold                                                           | Silber                                                              | Bronze |
| ------------ | -------------------------------------------------------------- | ------------------------------------------------------------------- | --- |
| Herreneinzel | Jacek Niedźwiedzki (SKB Suwałki)                               | Dariusz Zięba (Bizon Płock)                                         | Rafał Hawel (Technik Głubczyce) Radosław Tukendorf (AZS Kraków)                                                                      |
| Dameneinzel  | Kamila Augustyn (Piast-B Słupsk)                               | Katarzyna Krasowska (Technik Głubczyce)                             | Angelika Węgrzyn (Technik Głubczyce) Anna Rosko (Technik Głubczyce)                                                                  |
| Herrendoppel | Michał Łogosz (SKB Suwałki) Robert Mateusiak (SKB Suwałki)     | Przemysław Wacha (Technik Głubczyce) Piotr Żołądek (Piast-B Słupsk) | Jacek Hankiewicz (SKB Suwałki) Damian Pławecki (AZS Kraków) Rafał Hawel (Technik Głubczyce) Bartosz Kocik (Technik Głubczyce)        |
| Damendoppel  | Barbara Kulanty (SKB Suwałki) Joanna Szleszyńska (SKB Suwałki) | Monika Bieńkowska (Bizon Płock) Dorota Grzejdak (Orlicz Suchedniów) | Agnieszka Czerwińska (SKB Suwałki) Agnieszka Jaskuła (Piast-B Słupsk) Kinga Rudolf (Hubal Białystok) Agata Stelmaszczyk (AZS Kraków) |
| Mixed        | Robert Mateusiak (SKB Suwałki) Barbara Kulanty (SKB Suwałki)   | Michał Łogosz (SKB Suwałki) Joanna Szleszyńska (SKB Suwałki)        | Dariusz Czekan (AZSPK Koszalin) Dominika Guzik (AZSPK Koszalin) Piotr Żołądek (Piast-B Słupsk) Kamila Augustyn (Piast-B Słupsk)      |